# Xarja
Xarja (em árabe: الشارقة; romaniz.: Sharjah; em urdu: شارجہ) é um dos sete emirados que integram desde 1971 os Emirados Árabes Unidos. É o terceiro emirado em extensão com 2 600 quilômetros quadrados e o único com costas no Golfo Pérsico e Golfo de Omã. Segundo censo de 2015, tinha 1 405 843 habitantes e está a 174 metros acima do nível do mar. Compreende a cidade de Xarja (a sede do emirado), e outras pequenas vilas e enclaves, como Quelba, Doba e Corfação.